# لي باكستر
لي باكستر (بالسويدية: Lee Baxter)‏ (17 يونيو 1976 في ستوكهولم في السويد – )؛ هو لاعب كرة قدم سابق كان يلعب كحارس مرمى.

## وصلات خارجية
- لي باكستر على موقع قاعدة بيانات كرة القدم.إي يو (الإنجليزية)
- لي باكستر على موقع Soccerway.com (الإنجليزية)
- لي باكستر على موقع عالم كرة القدم.نت (الإنجليزية)
- لي باكستر على موقع AS.com (الإسبانية)